# Temple d'Ellesiya
Le temple d'Ellesiya est un ancien temple égyptien taillé dans la roche, situé près du site de Qasr Ibrim, construit par Thoutmôsis III. Le temple était dédié aux divinités Amon, Horus et Satis. Ce temple nubien rupestre, démonté lors de la construction du haut barrage d'Assouan, est conservé au Musée égyptologique de Turin.

## Un temple sauvé des eaux

Bas-relief du temple.

L'Égypte se lance, en 1954, sous la présidence de Gamal Abdel Nasser, dans la construction du haut barrage d'Assouan. Les eaux du lac vont alors engloutir la vallée du Haut-Nil depuis Assouan jusqu'à la cataracte de Dal au Soudan. Cette région connue depuis l'Antiquité sous le nom de Nubie recèle d'importants trésors archéologiques, dont de nombreux temples antiques. Aussi, en 1959, les gouvernements égyptien et soudanais demandent-ils de l'aide à l'UNESCO afin de sauver ces sites.

Une vaste campagne internationale pour la sauvegarde des monuments de Nubie est alors engagée. De nombreux sites sont démantelés pour être reconstruits ailleurs, dont le temple d'Ellesiya en 1964.

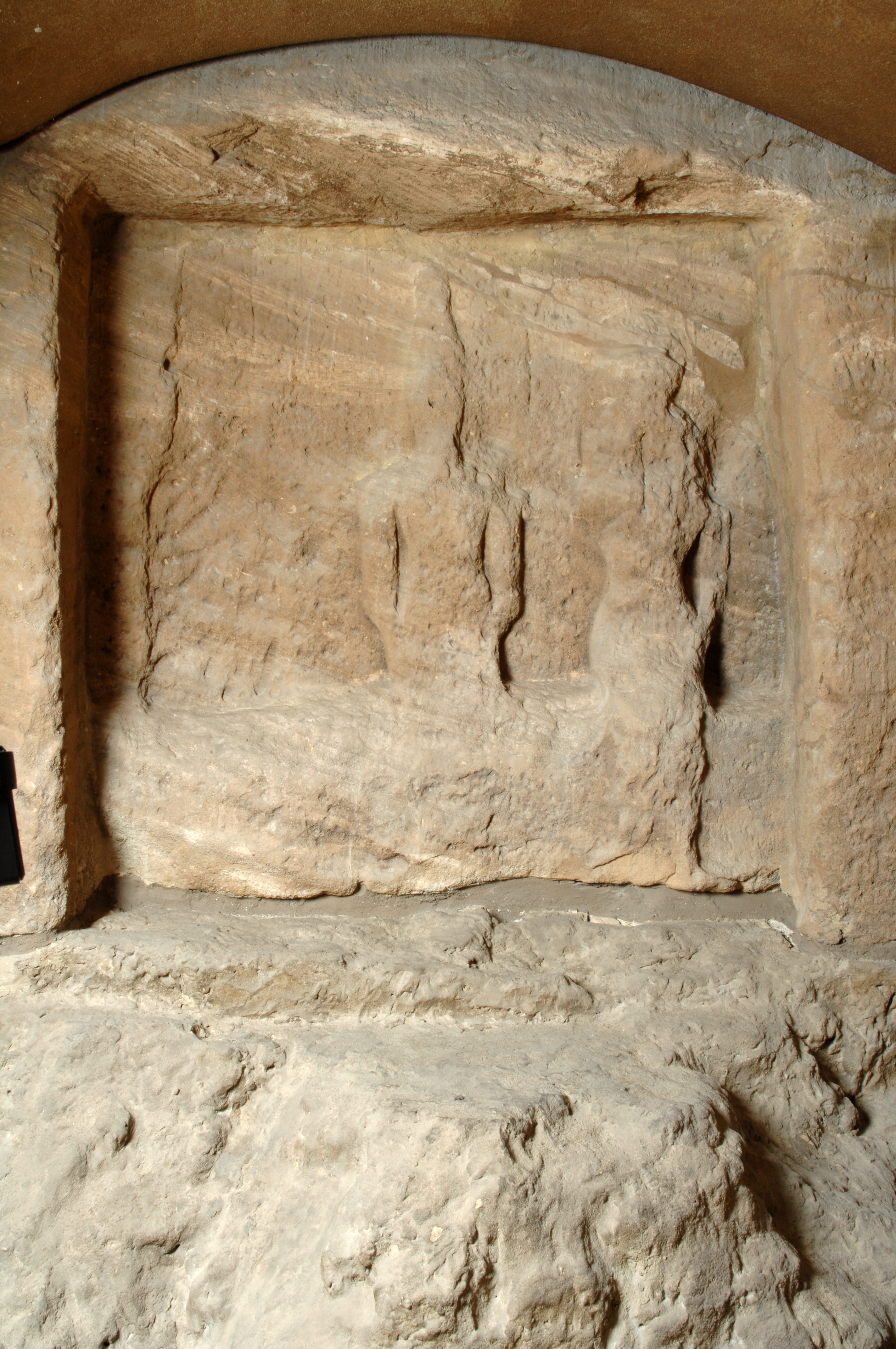
Paroi intérieure du temple.

L'Italie participant à cette vaste entreprise internationale, l'Égypte, pour la remercier, lui offre, en 1967, le temple d'Ellesiya. De même, les Pays-Bas reçoivent celui de Tafa, les États-Unis d’Amérique, celui de Dendour et l'Espagne, celui de Debod.